# Opuntia polyacantha
Frilandsopuntia, Opuntia polyacantha är en kaktusväxtart som beskrevs av Adrian Hardy Haworth. Växten ingår i släktet fikonkaktusar, och familjen kaktusväxter.
Växten härstammar från Nordamerika och de olika underarterna sträcker sig mellan Kanada och Mexiko. 

## Underarter
Arten delas in i följande underarter:
- O. p. arenaria
- O. p. erinacea
- O. p. hystricina
- O. p. juniperina
- O. p. nicholii
- O. p. polyacantha
- O. p. rufispina

## Bildgalleri

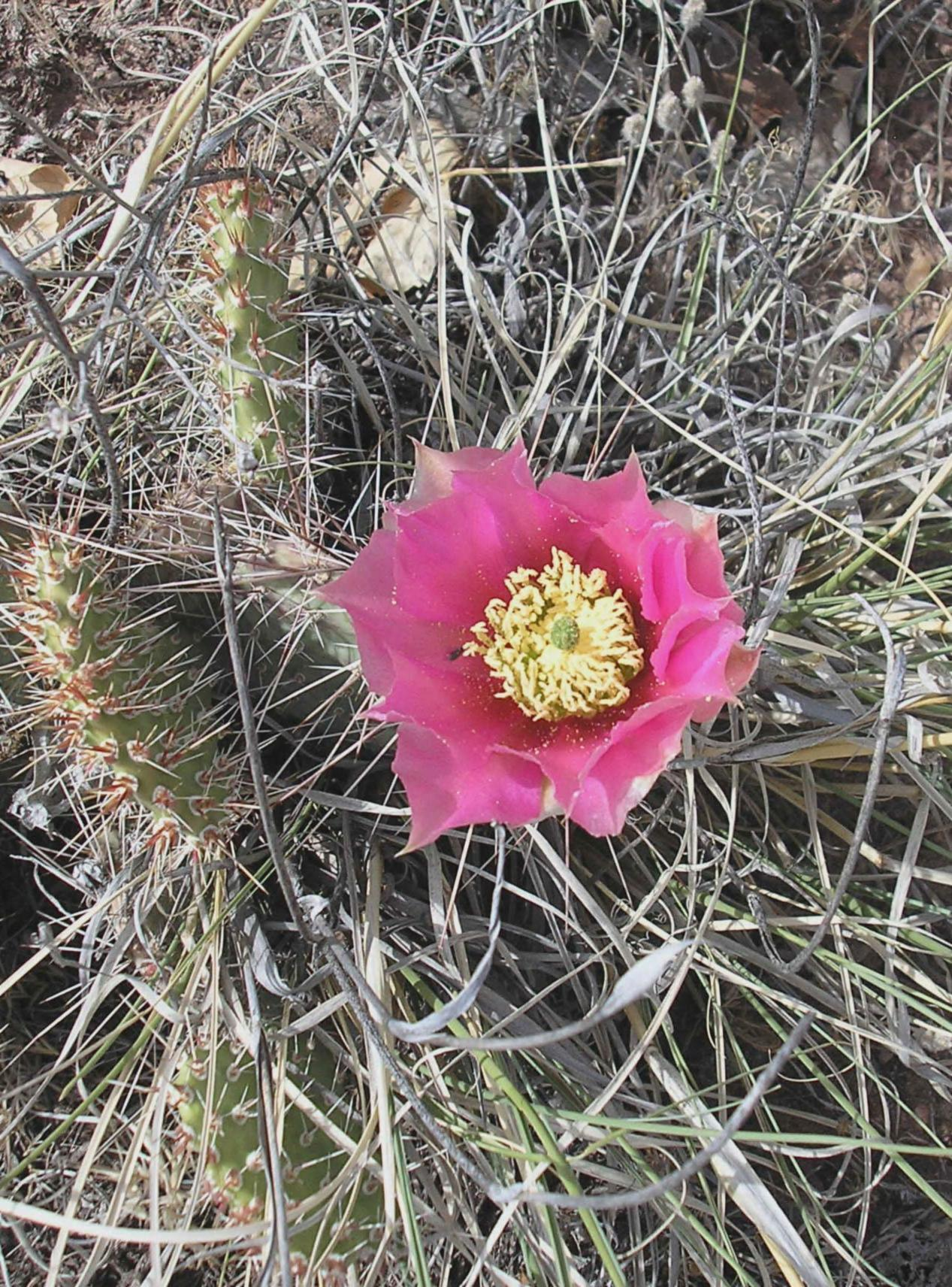
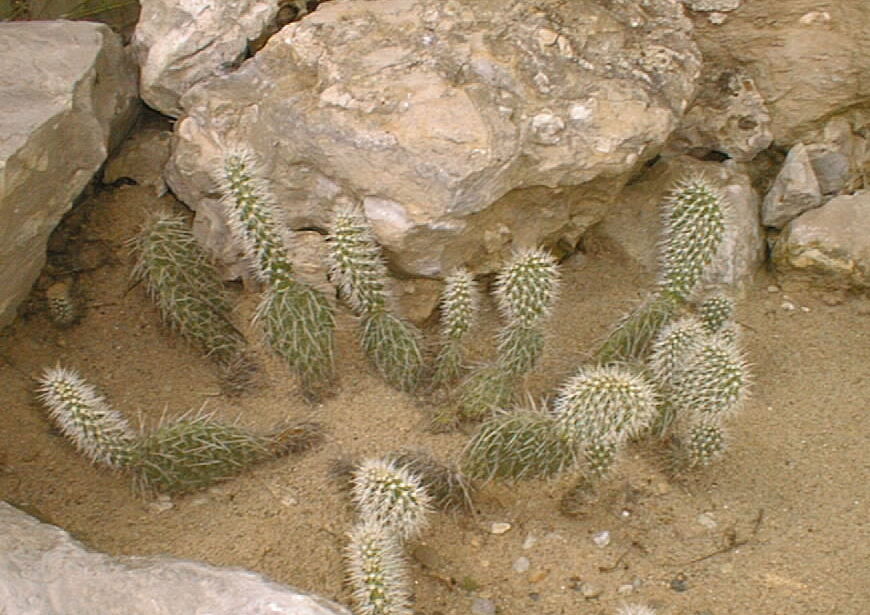
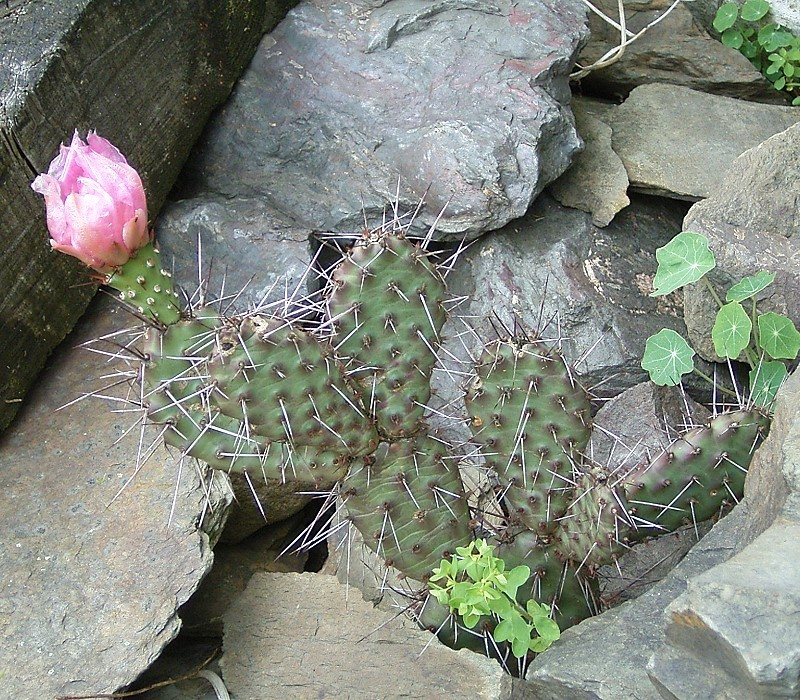
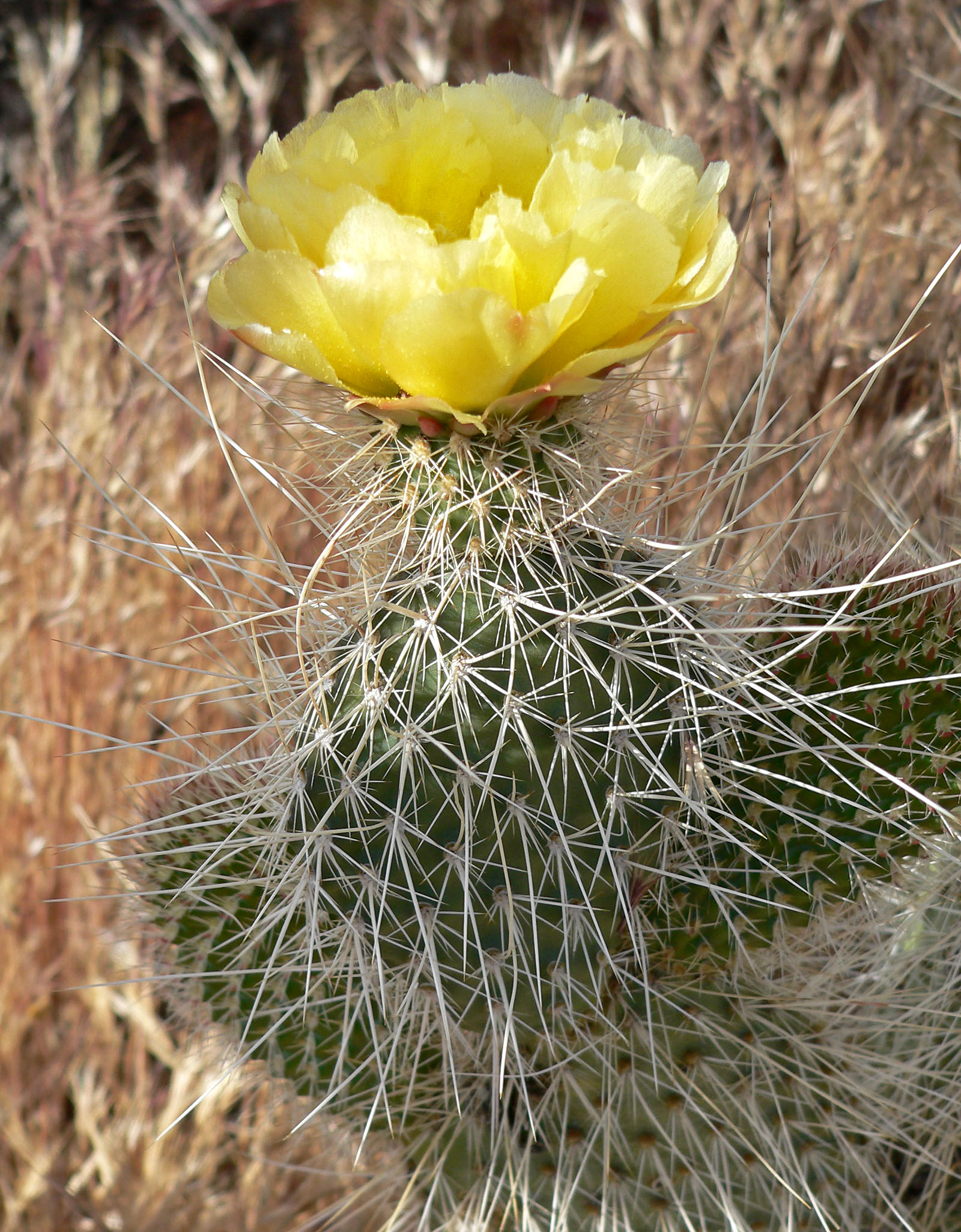
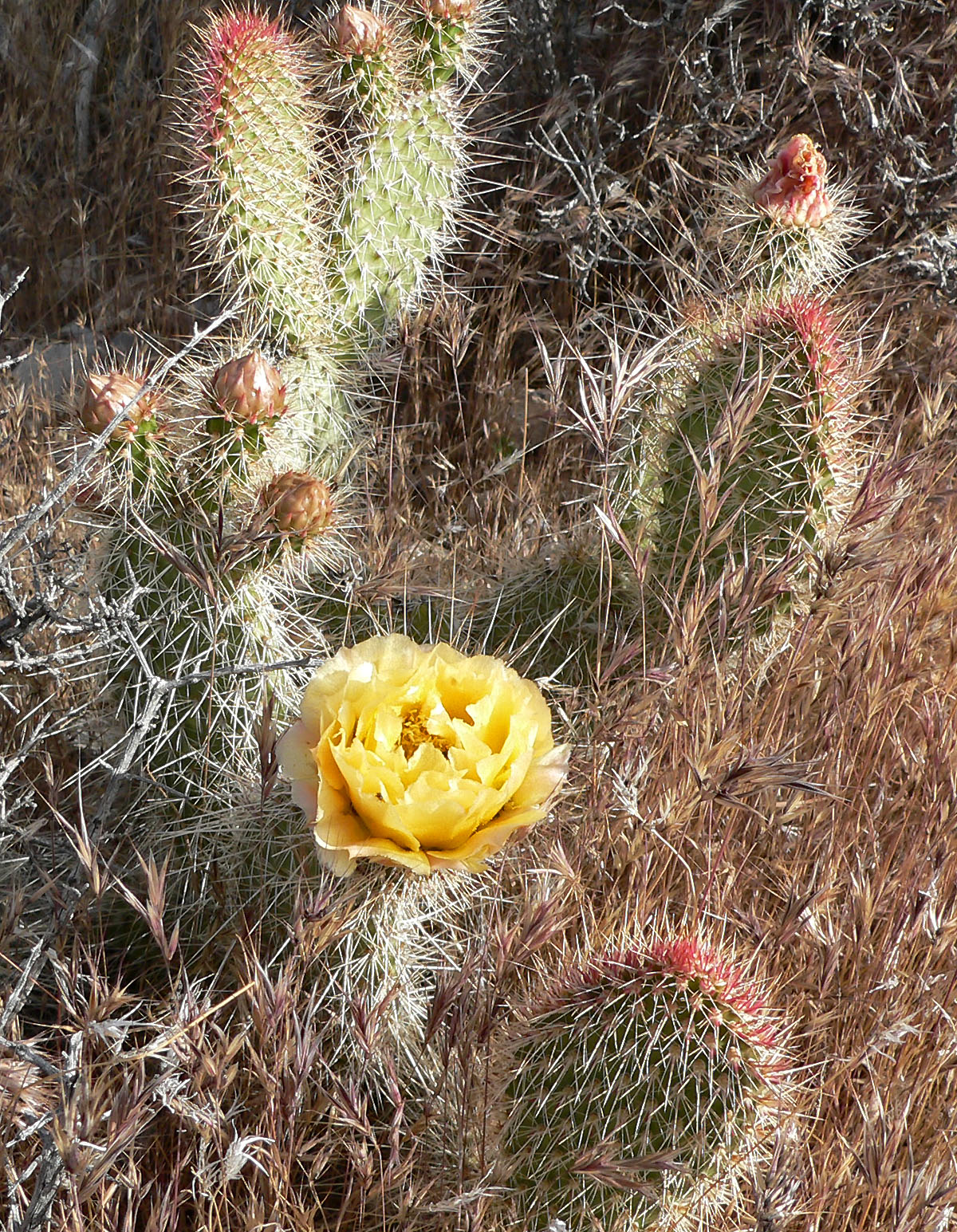
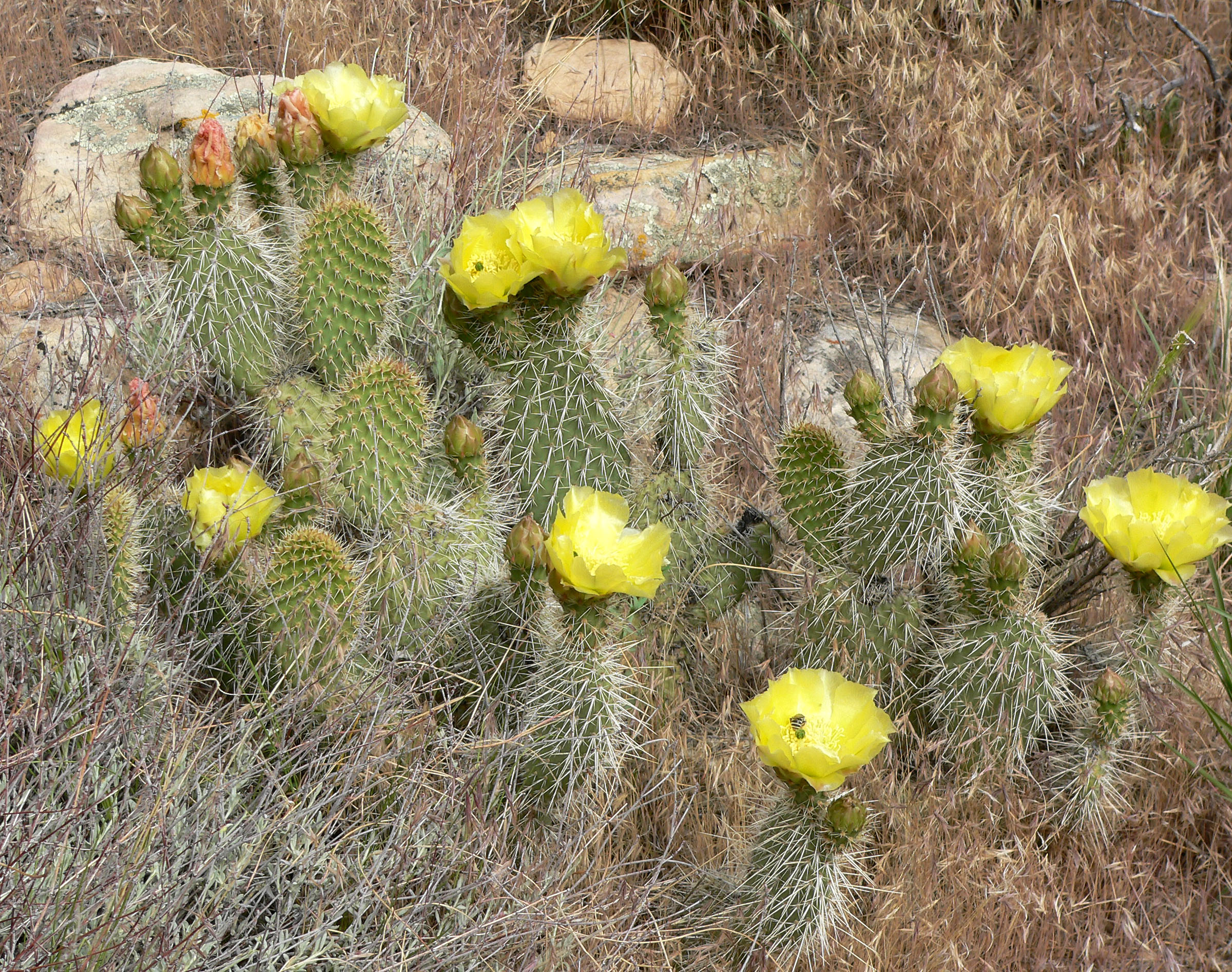